# Adas
Adas és una plana al districte de Kaira a Maharashtra entre Anand i el riu Mahi, escenari de tres batalles:
- El 1723 Rustam Ali, governador imperial de Surat, fou derrotat per les forces de Nizam al-Mulk
- El febrer de 1775 Raghunath Rao Peshwa fou derrotat per la confederació maratha
- I el 18 de maig de 1775 el coronel britànic Keating va derrotar l'exèrcit maratha a la batalla d'Aras.[2]